# Spreuerhofstraße

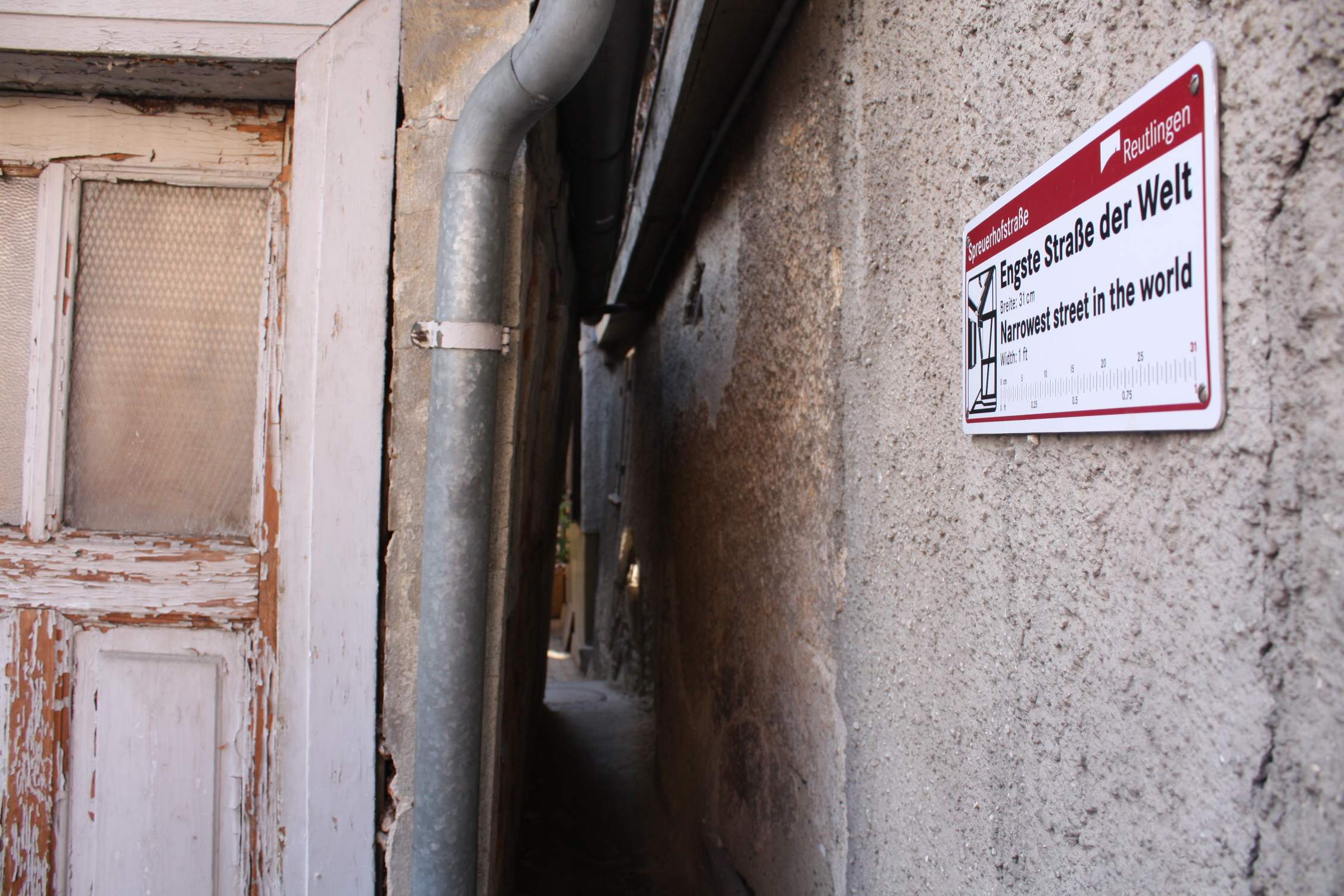
La strada con la targa del Guinness dei primati

Spreuerhofstraße è una via situata nella città di Reutlingen, in Germania. Lunga solo 50 metri, tra i numeri civici 9 e 11 in un tratto di 3,8 metri la larghezza della via è di appena 31 centimetri. Per questa sua caratteristica, nel 2007 Il Guinness dei primati l’ha riconosciuta come la strada più stretta del mondo.
La strada venne costruita nel 1727 durante la ricostruzione dell’area distrutta da un devastante incendio nel 1726. Prima di diventare un vicolo, probabilmente era una via di fuga di un deposito di grano. Venne dichiarata ufficialmente come strada pubblica solo nel 1820.